# The Stage (album)
The Stage je sedmé studiové album americké metalové skupiny Avenged Sevenfold. Album vyšlo v roce 2016.

## Seznam skladeb
Autoři všech skladeb jsou členové kapely, výjimky jsou zmíněny.
| Pořadí         | Název             | Délka |
| -------------- | ----------------- | ----- |
| 1.             | The Stage         | 8:32  |
| 2.             | Paradigm          | 4:18  |
| 3.             | Sunny Disposition | 6:41  |
| 4.             | God Damn          | 3:41  |
| 5.             | Creating God      | 5:34  |
| 6.             | Angels            | 5:40  |
| 7.             | Simulation        | 5:30  |
| 8.             | Higher            | 6:28  |
| 9.             | Roman Sky         | 5:00  |
| 10.            | Fermi Paradox     | 6:30  |
| 11.            | Exist             | 15:41 |
| Celková délka: | Celková délka:    | 73:35 |

| Deluxe edice   | Deluxe edice       | Deluxe edice                                    | Deluxe edice                  | Deluxe edice |
| Pořadí         | Název              | Hudba                                           | Text                          | Délka        |
| -------------- | ------------------ | ----------------------------------------------- | ----------------------------- | ------------ |
| 1.             | Dose               |                                                 |                               | 4:58         |
| 2.             | Retrovertigo       | Trevor Dunn                                     | Dunn                          | 4:39         |
| 3.             | Malaguena Salerosa | Pedro Galindo                                   | Elpídio Ramírez               | 4:15         |
| 4.             | Runaway            | Del Shannon                                     | Shannon                       | 2:49         |
| 5.             | As Tears Go By     | Mick Jagger, Keith Richards, Andrew Loog Oldham | Jagger, Richards, Loog Oldham | 2:54         |
| 6.             | Wish You Were Here | David Gilmour                                   | Roger Waters                  | 5:14         |
| 7.             | God Only Knows     | Brian Wilson                                    | Wilson, Tony Asher            | 3:34         |
| 8.             | The Stage          |                                                 |                               | 9:16         |
| 9.             | Paradigm           |                                                 |                               | 4:43         |
| 10.            | Sunny Disposition  |                                                 |                               | 9:32         |
| 11.            | God Damn           |                                                 |                               | 4:43         |
| Celková délka: | Celková délka:     | Celková délka:                                  | Celková délka:                | 56:37        |

## Sestava
- M. Shadows or Matt Davies – zpěv
- Zacky Vengeance or Kris Coombs-Roberts – rytmická kytara, doprovodný zpěv (na Runaway)
- Synyster Gates or Gavin Burrough – sólová kytara, doprovodný zpěv, akustická kytara (na The Stage), dvanáctistrunná kytara (na Wish You Were Here)
- Johnny Christ or Richard Boucher – basová kytara, doprovodný zpěv
- Brooks Wackerman or Casey McHale – bicí